# Tortilia charadritis
Tortilia charadritis is een vlinder uit de familie Stathmopodidae. De wetenschappelijke naam van de soort is voor het eerst geldig gepubliceerd in 1924 door Meyrick.